# Eressa multigutta
Eressa multigutta är en fjärilsart som beskrevs av Walker. Eressa multigutta ingår i släktet Eressa och familjen björnspinnare. Inga underarter finns listade i Catalogue of Life.